# Kanton Guînes
Guînes (Nederlands: Giezene) is een voormalig kanton van het Franse departement Pas-de-Calais. Het kanton maakte deel uit van het arrondissement Calais.
Bij de reorganisatie in maart 2015 werd het kanton opgeheven. Alle gemeenten, behalve Hames-Boucres en Pihen-lès-Guînes, gingen op in het kanton Calais-2. Hames-Boucres en Pihen-lès-Guînes ging op in het kanton Calais-1.

## Gemeenten
Het kanton Guînes omvatte de volgende gemeenten:
- Alembon
- Andres
- Bouquehault
- Boursin
- Caffiers
- Campagne-lès-Guines
- Fiennes
- Guînes (hoofdplaats)
- Hames-Boucres
- Hardinghen
- Herbinghen
- Hermelinghen
- Hocquinghen
- Licques
- Pihen-lès-Guînes
- Sanghen